# Mieczysław Psykała
Mieczysław Henryk Psykała, pseud.: Ątróbka, Babinicz, Beczółka, Kalwadosik (ur. 19 stycznia 1913 w Częstochowie, zm. 23 lutego 1984 tamże) – żołnierz Wojska Polskiego II RP, Polskich Sił Zbrojnych na Zachodzie, oficer Armii Krajowej, podporucznik piechoty służby stałej, cichociemny.

## Życiorys
Po ukończeniu 6 klas gimnazjum w Ołtarzewie pracował tam jako rzeźnik. W ramach poboru w listopadzie 1930 roku został powołany do 29 pułku Strzelców Kaniowskich, a w lutym 1931 roku został przeniesiony do Centralnej Szkoły Podoficerów Korpusu Ochrony Pogranicza w Osowcu. W okresie od września 1933 roku do lipca 1939 roku służył w batalionie KOP „Rokitno”. W lipcu 1939 roku został przydzielony do 2 pułku piechoty KOP.
We wrześniu 1939 roku walczył w szeregach tego pułku. Po jego rozbiciu kontynuował walkę w 21 Dywizji Piechoty Górskiej. 20 września przekroczył granicę polsko-węgierską. Był internowany na Węgrzech. W lutym 1940 roku dotarł do Francji, gdzie został skierowany do 1 kompanii broni towarzyszącej Samodzielnej Brygady Strzelców Podhalańskich. Brał udział w bitwie o Narwik i w walkach frontowych we Francji. W czerwcu 1940 roku został ewakuowany do Wielkiej Brytanii, gdzie przydzielono go do 1 batalionu strzelców 3 Brygady Kadrowej Strzelców. Potem służył kolejno w 5 Brygadzie Kadrowej Strzelców i w 4 Brygadzie Kadrowej Strzelców. W okresie od sierpnia 1941 roku do maja 1942 roku przebywał z misja rekrutacyjną PSZ w USA i Kanadzie i służył w obozie w Kanadzie.
Po powrocie do Wielkiej Brytanii zgłosił się do służby w kraju. Został przeniesiony do 1 kompanii zaopatrzenia I Korpusu Polskiego i 1 Samodzielnej Brygady Spadochronowej. Po przeszkoleniu w dywersji i propagandzie został zaprzysiężony 5 listopada 1943 roku w Oddziale VI Sztabu Naczelnego Wodza i przetransportowany do Głównej Bazy Przerzutowej w Brindisi we Włoszech. Zrzutu dokonano w nocy z 16 na 17 kwietnia 1944 roku w ramach operacji „Weller 15” dowodzonej przez kpt. naw. Władysława Krywdę (zrzut na placówkę „Obraz” położoną 12 km na południowy wschód od Tłuszcza). Po aklimatyzacji w Warszawie dostał w maju 1944 roku przydział do Okręgu Białystok AK na stanowisko oficera ds. zleceń szefa sztabu Okręgu i kierownika odbioru zrzutów. Służył wielokrotnie jako kurier do Nowogródka, Wilna, Białegostoku i Warszawy. Brał udział w walkach z Niemcami, w tym 4 sierpnia 1944 roku pod Korycinem i 6 sierpnia pod Koniecznem.
Około 6 października 1944 roku został aresztowany przez NKWD. Był więziony w łagrach w Kamionce (gdzie był jednym z przywódców strajku głodowego) i w Swierdłowsku. 14 listopada 1947 roku wrócił do Polski.
Później pracował na szeregowych stanowiskch (lakiernik, pracownik fizyczny, wędliniarz). 1 czerwca 1977 roku przeszedł na rentę inwalidzką. Od początku lat 50. był inwigilowany przez Urząd Bezpieczeństwa w Katowicach i Częstochowie. Dokumenty zostały zniszczone we wrześniu 1989 roku przez Służbę Bezpieczeństwa.

## Awanse
- starszy strzelec – luty 1932 roku
- kapral – 1 października 1937 roku, podoficer zawodowy
- plutonowy – 1 kwietnia 1938 roku
- sierżant – 20 grudnia 1942 roku
- starszy sierżant – 17 kwietnia 1944 roku
- chorąży – 6 października 1944 roku
- podporucznik –

## Odznaczenia
- Krzyż Srebrny Orderu Virtuti Militari
- Krzyż Walecznych
- Srebrny Krzyż Zasługi.

## Życie rodzinne
Mieczysław Psykała był synem Ludwika i Bronisławy z domu Tkacz. Ożenił się Zofią Wodzisławską (1916–1991), primo voto Kozłowską. Nie mieli dzieci.